# Parque nacional natural Selva de Florencia
El Parque Nacional Natural Selva de Florencia se encuentra ubicado en la Cordillera Central en la Región Andina de los Andes en Colombia. Su superficie hace parte del departamento de Caldas.
El clima del parque es principalmente Templado húmedo, lo que da origen a ecosistemas como bosque húmedo premontano, bosque húmedo montano, Bosque pluvial premontano y Bosque pluvial montano bajo. Esta pequeña área presenta la mayor concentración de ranas del país y posee más de la mitad de todas ranas que han sido registradas para la cordillera Central. Lo más sobresaliente es el alto grado de endemismo, que involucra al 71% de las especies de ranas.

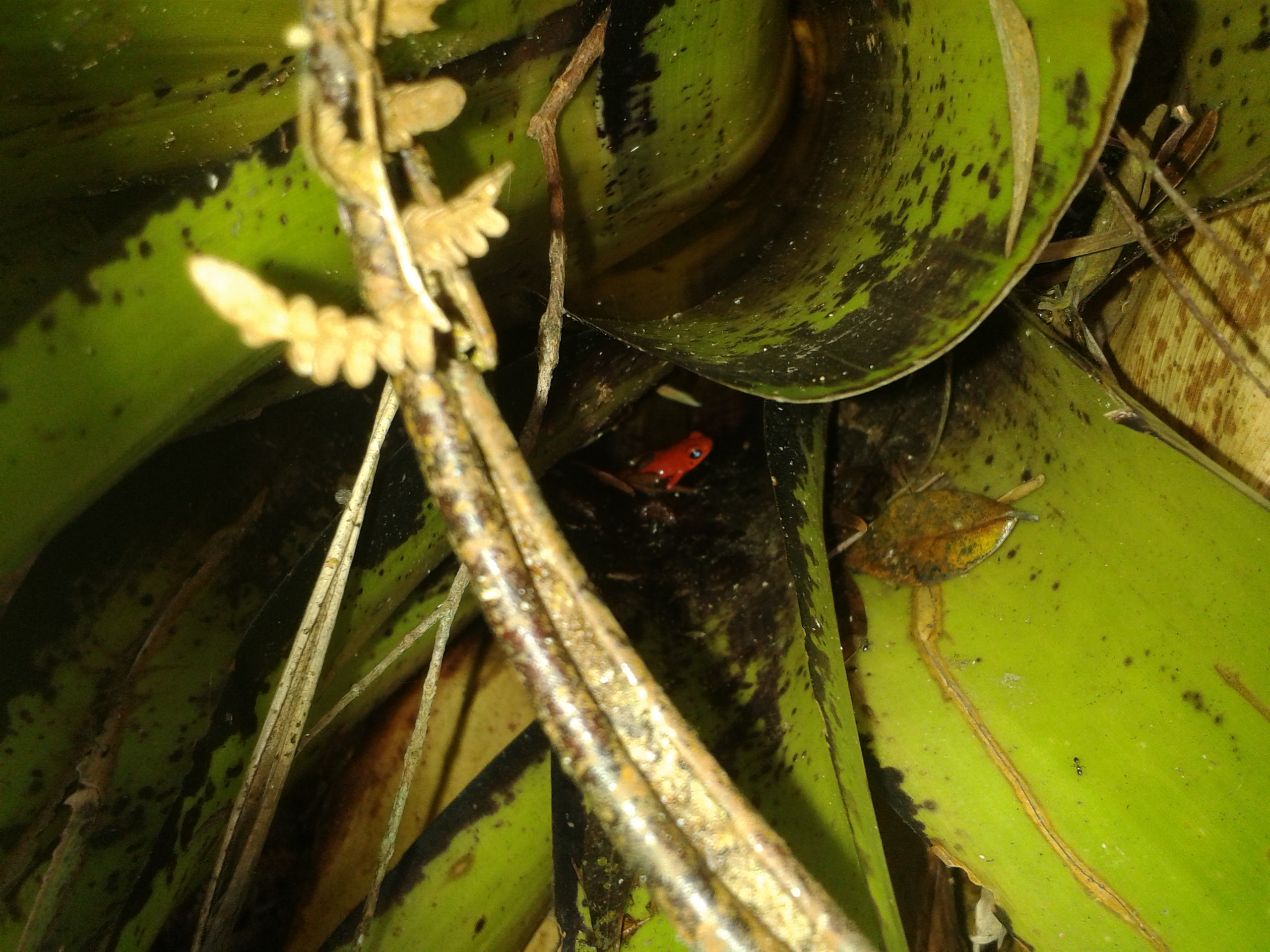
Rana roja (Andinobates daleswansoni) en el parque nacional natural Selva de Florencia.

El parque hace parte de la Cuenca hidrográfica de los ríos La Miel y Samaná Sur, afluentes del Río Grande de la Magdalena.
Por esta región cruza la carretera que de Medellín conducía a Bogotá antes de construirse la autopista, es una región que fue muy azotada por la incursión de las guerrillas y los paramilitares pertenecientes al bloque del Magdalena Medio.
La carretera Sonsón-La Dorada partiendo del caserío Puente Linda en límites de los dos departamentos Antioquia y Caldas hasta el corregimiento de Berlín, es el principal eje de comunicación de sus habitantes, que se dedican al cultivo del café y la caña, siendo esa la principal fuente de ingresos de la región. Por temporadas el turismo se incrementa hacia Florencia (Caldas) para conocer el nuevo volcán llamado el Escondido ubicado a pocas cuadras del casco urbano del corregimiento, allí mismo se encuentra ubicada la llamada "Selva de Florencia" conformadas por muchas veredas como La Gallera, Bellavista, Cristales, la Reina, Villa Hermosa, El Porvenir, San Vicente, El Silencio, Villalobos, Buenos Aires, Jardines, Dulce Nombre, Santa Bárbara, La Tulia, etc. por ser terrenos que en su momento eran cultivadas por sus propietarios y al ser desplazados y abandonar sus tierras estas se convirtieron en selvas. Algunas entidades del gobierno cuidan estas tierras convertidas en selva por ser fuentes hídricas y hábitat de muchas especies en vía de extinción como  anfibios y roedores entre ellos el chigüiro, la zarigüeya (didelphis marsupialisuna), de gran importancia para la biodiversidad de la región.